# Ягафова, Екатерина Андреевна
Екатерина Андреевна Ягафова (род. 26 октября 1968, Челно-Вершинский район, Куйбышевская область) — российский этнолог, доктор исторических наук (2004). Заслуженный деятель науки Чувашской Республики (2018).

## Биография
Екатерина Ягафова родилась 26 октября 1968 года в селе Девлезеркино Челно-Вершинского района Куйбышевской (ныне Самарской) области. В 1992 году окончила исторический факультет Московского государственного университета, там же в 1996 году аспирантуру.
В 1992-93 работала в НИИ ЯЛИЭ при Совете Министров Чувашской Республики.
В 1997 году переехала в Самару. Преподаёт в Самарском государственном педуниверситете (с 2005 Поволжская государственная социально-гуманитарная академия), заведующая кафедрой истории и теории мировой культуры.
В 2004 году защитила докторскую диссертацию на тему «Формирование и традиционная культура этнотерриториальных групп чувашей Урало-Поволжья (XVII — начало XX вв.)».
С 1993 года регулярно выезжает в этнографические экспедиции по чувашским селениям Поволжья и Приуралья.

## Научные труды

### Книги
- Ягафова Е. А. Самарские чуваши (историко-этнографические очерки). Конец XVII — начало XX вв. — Самара: ИЭКА «Поволжье», 1998. — 1000 экз. — ISBN 5-89716-003-1.
- Ягафова Е. А. Чуваши Урало-Поволжья: история и культура этнотерриториальных групп (XVII — начало XX вв.). — Чебоксары.
- Ягафова Е. А. Чувашское «язычество» в XVI — начале XXI века. — Самара, 2007.
- Ягафова Е. А. Чуваши-мусульмане в XVIII — начале XXI века. — Самара, 2009.
- Ягафова Е. А. Этническая история и культура народов Урало-Поволжья (мордва, марийцы, удмурты, чуваши, татары, башкиры): учеб.-метод. пособие. — Самара: СГПУ, 2002. — 170 с.

### Статьи
- Ягафова Е. А. Исламизация чувашей в Урало-Поволжье в XVIII — начале XX века.
- Ягафова Е. А. «Истинные чуваши»: исследование религиозно-обрядовой культуры некрещёных чувашей.
- Ягафова Е. А. Расселение чувашей в Самарском Заволжье в XVII—XVIII вв. (опыт количественного анализа).
- Ягафова Е. А. Чуваши в межкультурном пограничье Урало-Поволжья.
- Ягафова Е. А. Этноконфессиональные меньшинства чувашей.
- Ягафова Е. А. Чувашские селения Самарской Луки // Чуваши Самарской Луки / под ред. Г. Б. Матвеева. — Чебоксары: Чуваш. гос. ин-т гуманит. наук, 2003. — С. 8-17
- Ягафова Е. А. Календарные обрядовые традиции самаролукских чувашей // Чуваши Самарской Луки / под ред. Г. Б. Матвеева. — Чебоксары: Чуваш. гос. ин-т гуманит. наук, 2003. — С. 115—134
- Ягафова Е. А. Чуваши в этнически смешанных селениях Урало-Поволжья: ситуации межэтнического взаимодействия в Восточном Закамье // Мы и как удмурты, и как чуваши. Взаимная социально- культурная адаптация в этнически смешанных селениях: сб. ст. / отв. ред. А. Д. Коростелев. — М.: РУДН, 2007. — С. 63—92
- Ягафова Е. А. Типология брачной обрядности чувашей // Народы Урало-Поволжья: история, культура, этничность : Материалы межрегион. науч. -практ. конф., (Уфа, 28 нояб. 2003 г.) / под ред. Х. Х. Ишмуратова. — Уфа: Уфимский полиграфкомбинат, 2003. — С. 276—280
- Ягафова Е. А. Чувашская диаспора в XVII—XIX вв.: к вопросу о формировании этнотерриториальных групп. // Актуальные проблемы этнической и религиозной толерантности народов Поволжья: науч. — практ. конф. (Самара, 17-18 окт. 2002 г.) / под ред. Р. М. Фокиной. — Самар : СППУ, 2002. — С. 62—64
- Ягафова Е. А. Этнокультурное взаимодействие в Урало-Поволжье: история и современность // Проблемы этнокультурного взаимодействия в Урало-Поволжье: история и современность: Материалы и тезисы докладов межрегион. науч. -практ. конф.,(Самара, 27-29 окт. 2006 г.) / под ред О. М. Буранок. — Самар: СППУ, 2006. — С. 4—13

### Сценарии к фильмам
- 1999 — «Уяв»/ Праздник
- 2000 — «Кĕр сăри»
- 2001 — «Мункун»/ Чувашская Пасха, «Чăваш тĕнĕ»/ Чувашское верование, «Чӳк»/ Жертвоприношение
- 2004 — «Юпа»/ Столб
- 2007 — «Идентичность, или в поисках „настоящих чувашей“»[4]